# روبرت إي. لي جونيور
روبرت إي. لي جونيور (بالإنجليزية: Robert E. Lee, Jr.)‏ هو مؤرخ أمريكي، ولد في 27 أكتوبر 1843 في فرجينيا في الولايات المتحدة، وتوفي بنفس المكان في 19 أكتوبر 1914.